# Santiago (Torres Novas)
Pour les articles homonymes, voir Santiago (homonymie).
Santiago est une freguesia portugaise située dans le District de Santarém.
Avec une superficie de 9,78 km2 et une population de 2 637 habitants (2001), la paroisse possède une densité de 269,5 hab/km2.